# Gaston Alibert
Gaston Jules Louis Antoine Alibert (Parigi, 22 febbraio 1878 – Parigi, 26 dicembre 1917) è stato uno schermidore francese, vincitore di due medaglie d'oro nella scherma ai giochi olimpici.